# Volo Aeroflot 2723
Il volo Aeroflot 2723 era un volo passeggeri regionale in Unione Sovietica dall'aeroporto internazionale di Bina all'Aeroporto di Machačkala. Il 23 aprile 1966 l'Ilyushin Il-14 operante sulla rotta affondò nel Mar Caspio a causa di problemi al motore.

## L'aereo
L'Ilyushin Il-14P coinvolto fu costruito nel 1956 e volò fino al 1959 registrato come CCCP-Л1772 per Aeroflot, prima che la registrazione venisse cambiata in СССР-61772. Al momento dell'incidente il velivolo aveva completato 16.257 ore di volo.

## L'incidente
L'Il-14P partì alle 07:42 ora locale da Baku per Saratov, con scalo a Machačkala. Il bollettino meteorologico al momento della partenza riportava una forte pioggia e nuvole spesse con un soffitto di 140–200 m (460–660 piedi). Circa 12 minuti dopo il decollo, ad un'altitudine di 1.500 m (4.900 ft), i piloti segnalarono problemi ai motori e presunsero che la causa fossero le candele inumidite. Il volo effettuò una virata di 180° per tornare a Baku. Poco dopo, i piloti segnalarono forti vibrazioni e bassi regimi provenienti dal motore sinistro.
Alle 07:59 l'equipaggio riferì che la temperatura era scesa bruscamente in entrambi i motori. Tre minuti dopo, i piloti riferirono di aver raggiunto un'altitudine di 200 m (660 piedi). Tuttavia, a causa del maltempo, l'aereo aveva già sorvolato l'aeroporto e si trovava sopra il Mar Caspio a sud della penisola di Abşeron. Cinque secondi dopo l'equipaggio inviò via radio un SOS riferendo che avrebbero eseguito un ammaraggio in mare. Quello fu l'ultimo contatto radio con il volo 2723.

## L'indagine
Non si trovò alcuna traccia dell'aereo fino a pochi mesi dopo, quando il relitto fu trovato per sbaglio sul fondo del mare a 23 m (75 piedi) di acqua a circa 18-20 km (11-12 miglia) a sud dell'isola di Nargin da sommozzatori della Marina che cercavano per un altro oggetto affondato. L'aereo e la maggior parte dei corpi delle persone a bordo vennero rimossi dall'acqua da una gru galleggiante. La fusoliera presentava danni poco significativi, indicando che l'aereo colpì l'acqua con un'angolazione ridotta, rimanendo relativamente intatto. L'indagine non fu in grado di trovare la causa dei guasti al motore.